# Janusz Wojciechowski
Janusz Czesław Wojciechowski, född 6 december 1954 i Rawa Mazowiecka, är en polsk politiker (Lag och rättvisa). Han var ledamot av Europaparlamentet 2004–2016. Han hörde först till EPP-gruppen och gick 2005 med i nationalkonservativa Gruppen Unionen för nationernas Europa. Wojciechowski blev invald i Europaparlamentet från Polska folkpartiets lista, men hörde till de politiker som uteslöts ur partiet som drabbades av djup splittring under mandatperioden 2004–2009. Han hade observatörsstatus i Europaparlamentet innan Polen fick medlemskap 2003–2004 och hörde till de första utnämnda polska ledamöterna av Europaparlamentet när Polen anslöt sig till unionen den 1 maj 2004. 2009 återvaldes han på Lag och rättvisas lista och har sedermera anslutit sig till partiet. År 2009 anslöt han sig till Gruppen Europeiska konservativa och reformister i Europaparlamentet.
Wojciechowski var partiledare för Polska folkpartiet 2004–2005. I valet 2009 var han medlem i Piastpartiet men valdes från Lag och rättvisas lista och bytte efteråt parti till det större partiet.
Wojciechowski efterträdde 2019 Phil Hogan som EU:s jordbrukskommissionär.